# Уленхаут, Рудольф
Рудольф Уленхаут (нем. Rudolf Uhlenhaut; 15 июля 1906, Лондон — 8 мая 1989, Штутгарт) — немецкий инженер, руководитель отдела гоночных автомобилей и член совета директоров автомобилестроительного концерна Daimler-Benz. Известен благодаря разработке серии мощных гоночных автомобилей Mercedes-Benz («Серебряные Стрелы»), продемонстрировавших колоссальный спортивный успех, а также родстера Mercedes-Benz 300SL с дверьми типа «Крыло чайки» и эксклюзивной версии модели Mercedes-Benz 300 SLR в кузове купе («Uhlenhaut Coupé»).

## Биография

### Ранние годы и образование
Рудольф Уленхаут родился 15 июля 1906 года в Лондоне в семье матери-англичанки и отца-немца, который возглавлял филиал Deutsche Bank и познакомился со своей будущей женой во время одного из деловых визитов в Великобританию. Первое образование он получил в школе Толлингтона в Масуэлл-Хилле. Позже семья переехала сперва в Брюссель, а затем в Бремен (Германия). Будучи заядлым лыжником, Уленхаут решил продолжить обучение в Политехническом институте Мюнхена. Там Рудольф получил высшее образование, специализируясь в области машиностроения. Уже во время обучения он проявлял конструкторские способности и участвовал во многих внутренних встречах, секциях и кружках.

### Карьера

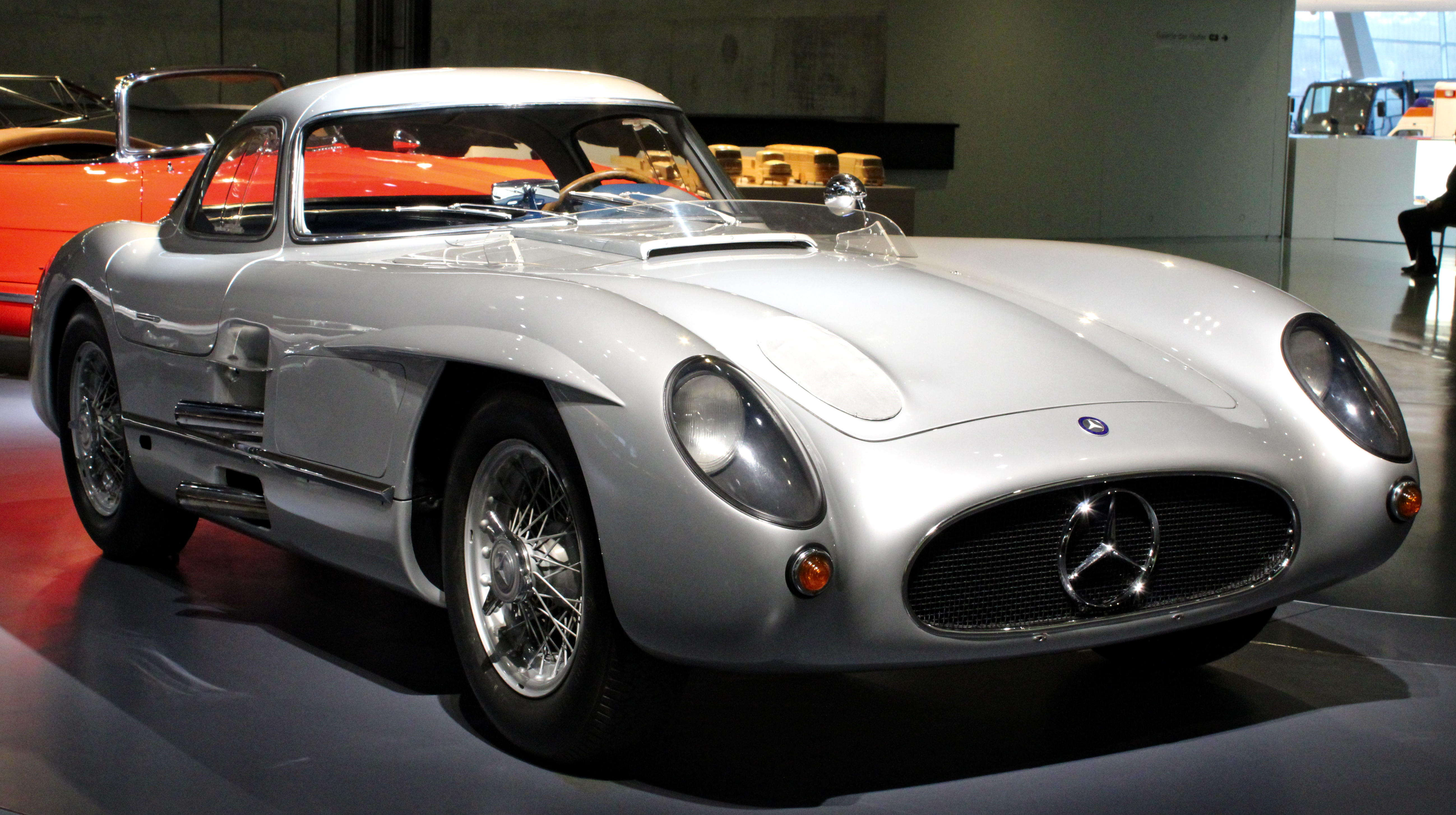
Купе 300 SLR Уленхаута в музее Mercedes-Benz

В 1931 году Уленхаут устроился на должность инженера в концерн Daimler-Benz в Штутгарте и начал свою карьеру под руководством Фрица Наллингера в отделе тестирования. Там он экспериментировал с карбюраторными технологиями и работал среди других над развитием модели Mercedes-Benz 170 V, а впоследствии — над созданием на его базе первого в мире серийного автомобиля с дизельным двигателем — Mercedes-Benz 260D. Спустя три года после начала работы в отделе он получил должность начальника отдела управления окончательной отделки.
В 1936 Рудольф взял на себя руководство новым отделом гоночных автомобилей. В это же время команда Auto Union доминировала в сезоне Гран-при над технически устаревшем Mercedes-Benz W25. Заводские гонщики были недовольны управляемостью «Серебряной стрелы», но все они проявлялись только на больших скоростях. Будучи талантливым водителем, Уленхаут был в состоянии определить недостатки шасси и подвески, однако он никогда не участвовал в соревнованиях на профессиональном уровне, как это было необходимо для его инженерных навыков. Тем не менее, зная недостатки используемой командой модели Рудольф пересмотрел конструкцию автомобиля. И в 1937 году на замену W25 пришла более мощная и усовершенствованная модель Mercedes-Benz W125. Все изменения, внесённые в конструкцию автомобиля, также обкатывались на опытном образце самим Уленхаутом. Новый гоночный автомобиль сразу же стал доминировать в сезоне Гран-при 1937 года, а впоследствии считалась самым мощным автомобилем Гран-при до появления в нём автомобилей с турбонаддувом в начале 1980-х годов. В том 1937 году пилот модели, Рудольф Караччола, стал чемпионом Европы. В 1938 году правила соревнований претерпели изменения, в связи с чем для сезона Гран-при 1938 года инженером был разработан новый гоночный автомобиль — Mercedes-Benz W154, который оснащался 12-цилиндровым V-образным двигателем мощностью свыше 700 л. с. и также доминировал в сезонах Гран-при 1938 и 1939 годов.
В начале Второй мировой войны гоночная команда «Mercedes» прекратила свое существование, а Уленхаут, который благодаря своей двойной национальности находился под постоянным наблюдением гестапо, нашёл себя в работе над авиационными двигателями Даймлер-Бенц. В частности он принимал участие в проектировании и разработке силового агрегата Daimler-Benz DB603. После прекращения боевых действий он основал небольшой транспортный бизнес, используя бывшие грузовики Wermacht, работающие на метановом газе. Затем с ним связался старый друг, который возглавлял инженерный корпус британской армии (англ. Royal Electrical and Mechanical Engineers), и заключил с ним контракт на работу по проектам реконструкции.
В 1948 году Уленхаут снова вернулся на работу в концерн Daimler-Benz. В апреле 1949 года он был назначен начальником отдела испытаний легковых автомобилей. Спортивная деятельность марки Mercedes-Benz возобновилась только в начале 1950-х годов. Решение о возобновлении данного рода деятельности было принято руководством компании 15 июня 1951 года. В это время Рудольф занимался разработкой конкурентоспособного гоночного автомобиля. В 1952 году он представил автомобиль Mercedes-Benz W194 «300SL», в основе которого лежали двигатель и шасси лимузина Mercedes-Benz W186. Такое решение было удивительным, но несмотря на это модель достигла удивительного успеха, выиграв множество важнейших гонок, таких как, например, 24 часа Ле-Мана. При совместной работе с Максимилианом Хоффманом в 1954 году был представлен легендарный дорожный родстер Mercedes-Benz W198 «300SL Gullwing», который оснащался четырёхтактным бензиновым двигателем внутреннего сгорания с системой прямого впрыска топлива.
Уленхауту было недостаточно скорости, с которой в то время специальный трейлер возил гоночные автомобили на трек, поэтому под его руководством, а также по личной просьбе Альфреда Нойбауэра в 1954 году был разработан специальный грузовик-автовоз Mercedes-Benz Renntransporter. Будучи окрашенным в синий цвет грузовик почти сразу же получил прозвище «Голубое чудо» (англ. Blue Wonder). В этом же году немецкий инженер был награждён орденом «За заслуги перед Федеративной Республикой Германия».

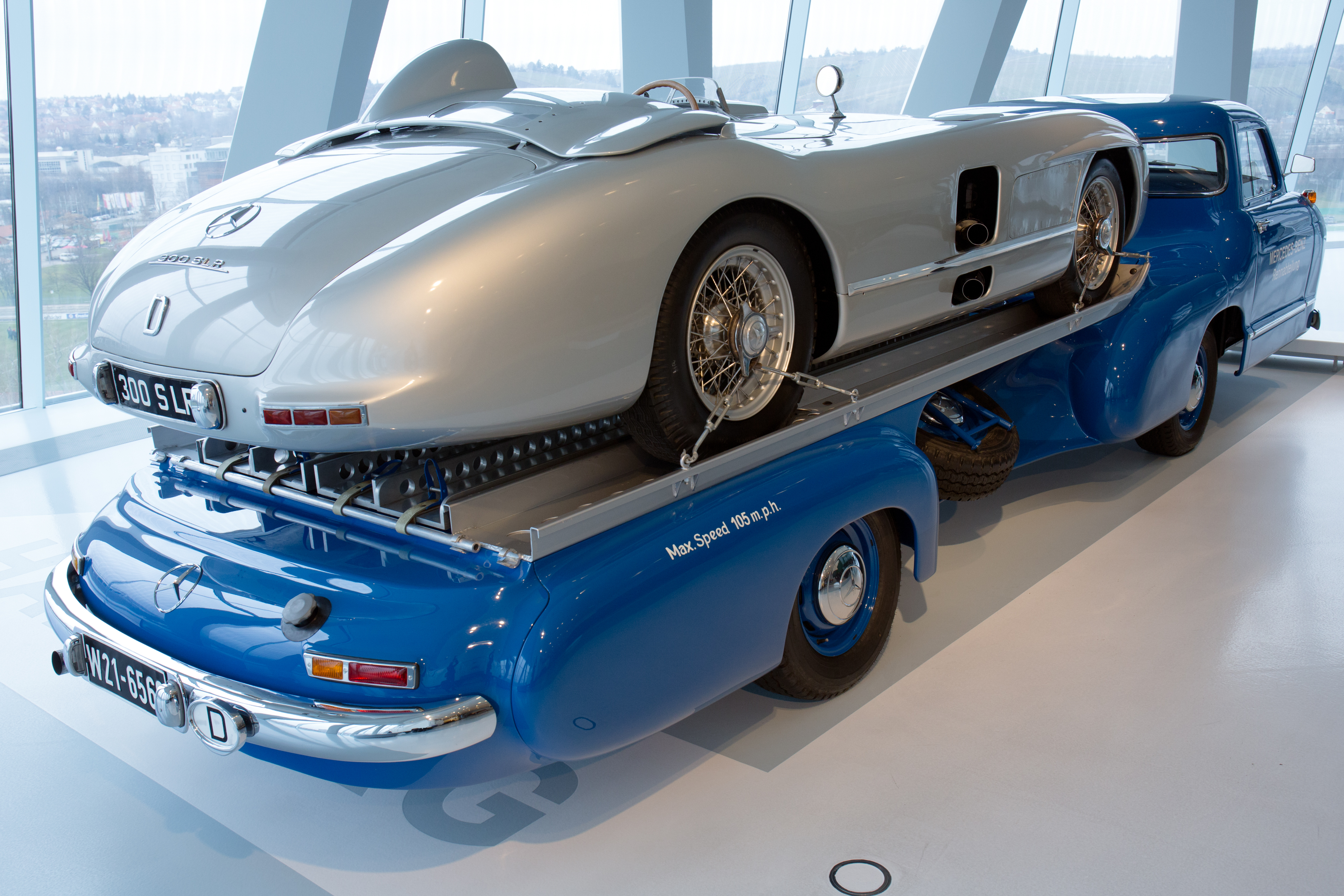
Mercedes-Benz Renntransporter и Mercedes-Benz 300 SLR в музее Mercedes-Benz

Новый автомобиль Mercedes-Benz W196 одержал победы в чемпионате F1 в 1954 и 1955 годах. Четырьмя гоночными автомобилями Mercedes-Benz 300SL, оснащёнными рядным шестицилиндровым двигателем с механическим впрыском топлива, в гонке Милле Милья 1955 года управляли Хуан Мануэль Фанхио, Стирлинг Мосс, Карл Клинг и Ханс Херрман. По итогу соревнований победу в гонке одержал Стирлинг Мосс, пилотировавший автомобиль с номером 722 и промчавшийся 1609 километров вместе с напарником Дэнисом Дженкинсоном за рекордные 10 часов 7 минут и 48 секунд со средней скоростью 157,65 км/ч.
После ухода концерна со спортивной арены из-за страшной аварии Пьера Левега на Ле-Мане 1955 года Уленхаут сосредоточил своё внимание на разработке легковых серийных автомобилей, заняв должность главного инженера. В результате упорных трудов он разработал на базе родстера 300 SLR дорожный автомобиль класса гран туризмо («300 SLR Uhlenhaut Coupé»), который оснащался рядным восьмицилиндровым двигателем с механическим впрыском топлива, десмодромными клапанами и сухим картером. Максимальная мощность модели составляла 310 лошадиных сил. Автомобиль был способен развивать скорость в 290 км/ч (190 миль в час) и быстро заслужил репутацию самого быстрого автомобиля эпохи. После окончания работ было построено всего два экземпляра модели, одной из которых после закрытия проекта долгое время пользовался для личных поездок сам Рудольф. По одной из легенд, Уленхаут, опаздывая на важную встречу, поехал на своём купе по автобану, который уже тогда не имел никаких скоростных ограничений, и добрался от Мюнхена до Штутгарта всего за один час, преодолев расстояние в 220 км (137 миль). Даже сейчас подобная поездка между этими двумя городами может занять около двух часов пути.
В 1959 году Рудольф создал подразделение пассажирских автомобилей. Он стал ответственным за все модельные серии марки Mercedes-Benz вплоть до S-класса 1972 года (W116). Он также оказал большое влияние на другой привлекательный дизайн от компании из Зиндельфингена — модели 230 SL, которую поклонники прозвали «Пагодой» из-за особого дизайна крыши.

### Последние годы жизни и смерть
Рудольф Уленхаут, у которого никогда не было собственного автомобиля, вышел на пенсию в 1972 году, однако продолжал поддерживать связь с компанией. В пожилом возрасте он нуждался в слуховом аппарате, необходимость в котором он приписывал к тому, что всю свою жизнь посвятил вождению и тестированию собственных шумных гоночных автомобилей. Уленхаут скончался в Штутгарте 8 мая 1989 года в возрасте 82 лет.
«Он [Рудольф] был скромным, тихим и честным», — говорил об Уленхауте Карл Клинг, — «и в то же время лучился спокойной уверенностью». Эти слова гонщика и инженера компании Mercedes-Benz стали заслуженной данью уважения человеку, чьи идеи и действия стояли за гоночными достижениями компании с 1937 по 1955 год.